# 小島奈保子
小島 奈保子（こじま なほこ、1981年 - ）は、現代切り絵アーティスト。

## 経歴
兵庫生まれ。5歳の時に切り絵に出会い、コンセプトの面白さに魅了されスタートする。1999年 東京へ移る。
2004年 桑沢デザイン研究所を卒業。日常や動物、自然現象などから多くのインスピレーションを受け制作を続ける。日本ではグラフィックデザイナーとしてキャリアを積む。
2005年 西洋文化アートを学ぶため、渡英。その後、数々のショーを行い、2010年にロンドン中心部にスタジオを設立。主な仕事は、プライベートコレクターへのアート制作、数々のアートオーガナイジェーションとのコミッションなど。
2012年、ロンドンのサーチギャラリーで行われた 「Collect」 で受賞。世界初の切り絵彫刻、等身大の 「Cloud Leopard」(ウンピョウ)を発表。 1枚の紙のみで表現する独創的なアートは、数々のメディアから 注目され評価を受ける。アイディアから完成までに5ヶ月を要し受賞作品は、イタリアのアート組織 Arte&Arte、ロンドンのアート組織と共にヨーロッパを巡回し、イタリアVilla Olmo、パリLe Beffroiや ロンドンClerkenwell Design Weekに展示される。
2013年、ロンドンで行われた 「Jerwood Makers Open」で受賞。等身大の 「Swimming Polar Bear」(泳ぐ ホッキョクグマ)を発表。1枚の和紙(3m x 3m)を使用。制作日数は7ヶ月。作品のテーマにより 紙選び、展示にもこだわりを持つ。
2014年、アメリカで行われた 「ArtPrize 2014」 トップ5ノミネート。等身大の “ Washi ” (ハクトウワシ) を発表。 「Cloud Leopard」と 「Swimming Polar Bear」と共に 「Gerald Ford Presidential Museum」 にて展示。 1枚の和紙(3m x 3m)を染めて使用。制作日数は7ヶ月。19日間で来場者は約20万人。
2015年、世界的ブランド 「Bulgari」 の東アジア全てのブライダルウィンドウディスプレイ用アートを作成。 全てのウィンドーディスプレーを成功させ、高い評価を得る。同年10月、イギリスのバースで行われた「Holburne Museum」で受賞。イギリス女王のゴールドロイヤルコレクションエキシビションと共に、新たな 作品 “Honey” を発表。世界で最も影響力のある、独創力に富んだ現代切り絵アーティスト。